# Ferrier (kommun)
Ferrier är en kommun i Haiti.   Den ligger i departementet Nord-Est, i den nordöstra delen av landet, 130 km norr om huvudstaden Port-au-Prince. Antalet invånare är 13 315. Arean är 70 kvadratkilometer.
Terrängen i Ferrier är platt.